# جيمس إي. كونينغهام
جيمس إي. كونينغهام (بالإنجليزية: James E. Cunningham)‏ هو قاضي وسياسي أمريكي، ولد في 28 أغسطس 1916 في سانتا باربارا في الولايات المتحدة، وتوفي في 6 يونيو 1992. حزبياً، نشط في الحزب الجمهوري. وقد انتخب عضو مجلس ولاية كاليفورنيا.